# Beaufortia empetrifolia
Beaufortia empetrifolia là một loài thực vật có hoa trong Họ Đào kim nương. Loài này được (Rchb.) Schauer mô tả khoa học đầu tiên năm 1844.